# Stany (województwo lubuskie)
Stany (do 1945 niem. Aufhalt) – wieś w Polsce położona w województwie lubuskim, w powiecie nowosolskim, w gminie Nowa Sól.

## Historia

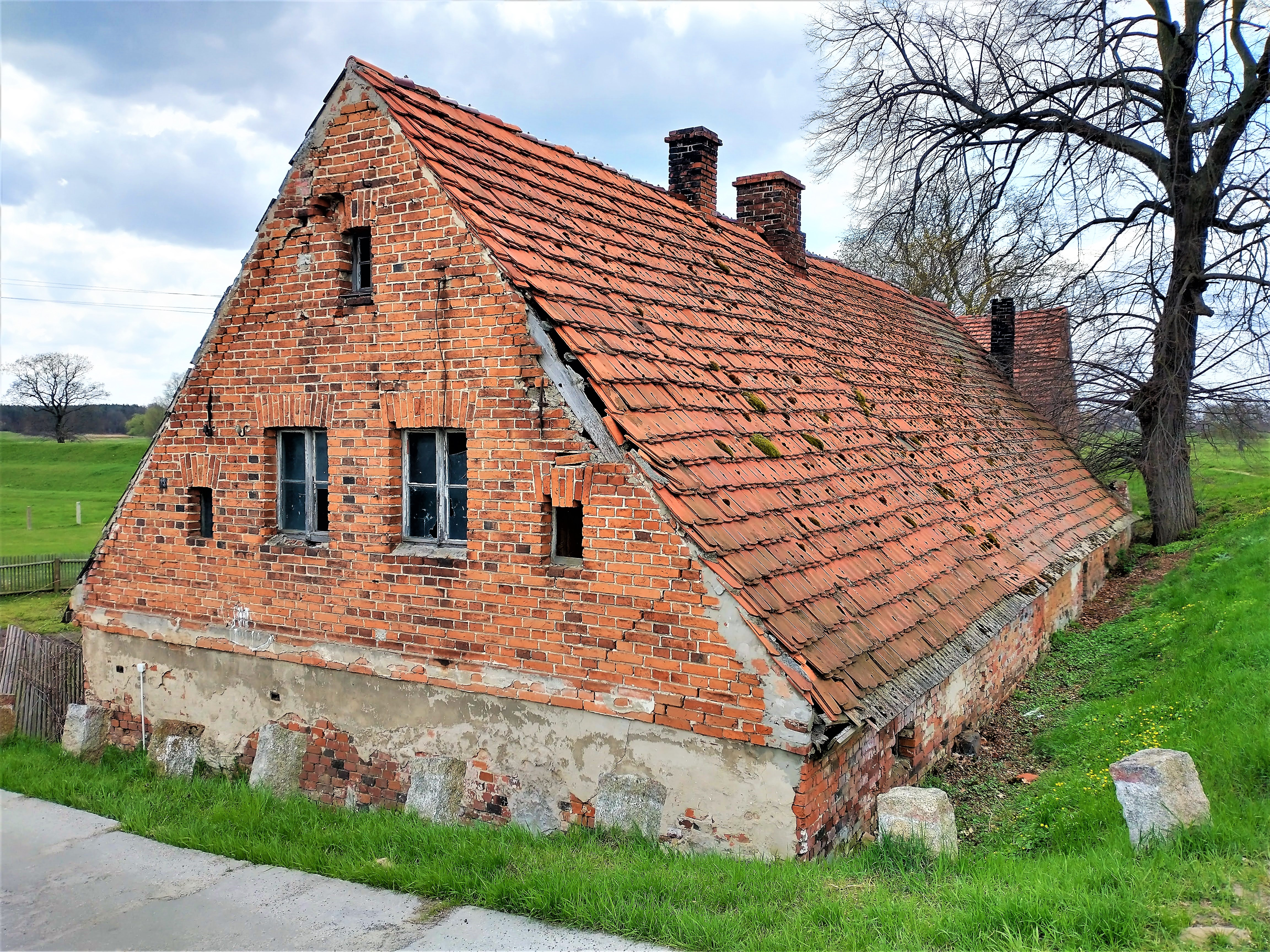
Stary dom we wsi

W początku XVII wieku w rejonie obecnej wsi funkcjonowała przeprawa promowa. Odegrała ona istotną rolę podczas wojny trzydziestoletniej, kiedy to obóz rozbiła tu armia (prawdopodobnie szwedzka). Relikty tego obozu zachowały się do dziś. Pierwsza wzmianka o miejscowości pochodzi z 1740. Wkrótce potem wieś dzieliła się na dwie części: północną, przynależną do stanowego państwa Carolath-Beuthen rodu Schönaich z Siedliska oraz południową, będącą królewszczyzną. W 1907 powstał most kolejowy na Odrze, w miejscu dawnej przeprawy promowej (linia Wolsztyn - Nowa Sól). W 1933 we wsi mieszkało 467 osób. 
W 1945 most kolejowy został wysadzony przez uciekających Niemców. Wieś zasiedlili polscy osadnicy, którzy początkowo nadali jej nazwę Przyrzecze. Most odbudowano w latach 50. XX wieku i wznowiono ruch kolejowy. W 1948 przyjęto obecną nazwę. W latach 60. XX wieku miejscową gospodę zaadaptowano na kaplicę Objawienia Matki Bożej w Lourdes. Należała ona początkowo do parafii św. Antoniego w Nowej Soli, a potem do parafii w Przyborowie (od 1982). W latach 1989–1991 zbudowano nowy kościół. Jego projektantem był Edmund Tumielewicz. W latach 90. XX wieku zawieszono przewozy kolejowe (obecnie linia kolejowa przebudowana jest na drogę rowerową, także przez most).
W latach 1975–1998 miejscowość położona była w województwie zielonogórskim.

## Zabytki
Do wojewódzkiego rejestru zabytków wpisane są:
- dwór klasycystyczny z około 1800 roku, obecnie dom nr 77,
- szkoła, z połowy XIX wieku,

inne zabytki:
- most kolejowy na rzece Odrze o długości 642 metrów, z przęsłem nurtowym długości 100,01 m. Znajduje się W pobliżu miejscowości. Na lewym krańcu mostu są przyczółki mające dawniej charakter wojskowy,
- dawna dzwonnica w centrum wsi.